# Felix Müller (Bildhauer)

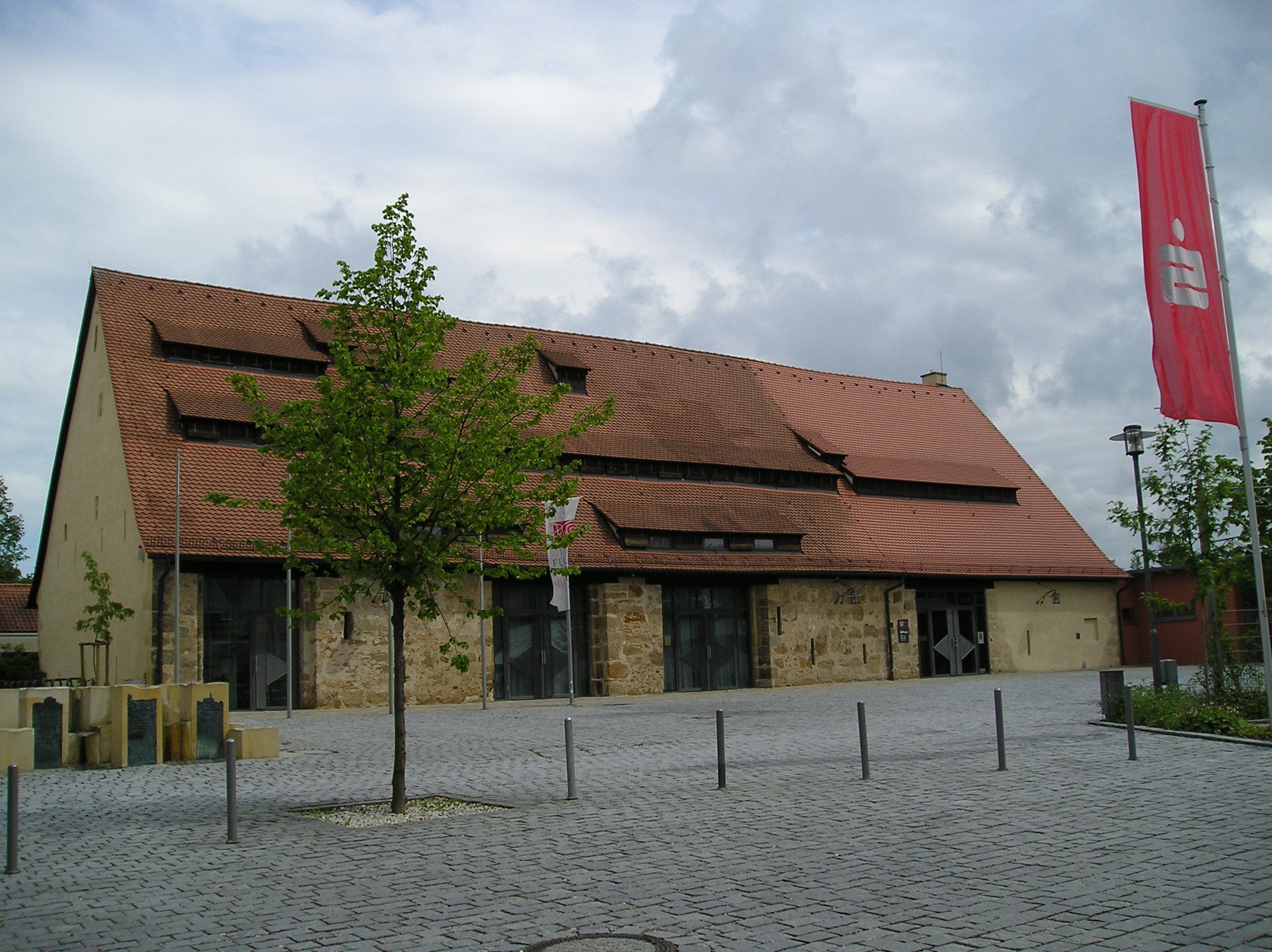
Zehntspeicher, Neunkirchen am Brand mit dem Felix-Müller-Museum im 1. Stock

Felix Müller (* 21. Oktober 1904 in Augsburg; † 29. Oktober 1997 in Neunkirchen am Brand) war ein deutscher Bildhauer und Maler.

## Werdegang
Felix Müllers künstlerisches Schaffen begann in den 1920er Jahren. Es besteht überwiegend aus religiösen expressiven Werke wie Kruzifixen, Gemälden mit Motiven aus der fränkischen Landschaft, Porträts und Gebrauchskunst. In seiner Kunst hat er auch seine Kriegserlebnisse an der Ostfront verarbeitet. Von 1948 an lebte er in Neunkirchen am Brand, wo im September 2000 im 1. Stock des Zehntspeichers ein Museum als Erinnerungsstätte eingerichtet wurde. Das Museum zeigt eine Dauerausstellung sowie thematische Sonderausstellungen seiner Werke.

## Werk (Auswahl)
- 1953: Muttergottes-Statue und Madonna in der St. Sebastian, Bernheck (Architekten: Hans und Traudl Maurer)